# 北布蘭奇 (堪薩斯州)
北布蘭奇（英語：North Branch）為位在美國堪薩斯州朱厄爾縣的非建制地區。
1870年代，於北布蘭奇的境內設立郵局，之後一直營運直到1959年結束。

## 外部連結
- 美國地質調查局地名資訊系統：Northbranch
- Jewell County Map（页面存档备份，存于）, KDOT